# National Premier Leagues 2013
Die National Premier Leagues 2013 war die erste Spielzeit der zweithöchsten australischen Fußballliga. Insgesamt nahmen 55 Mannschaften in dieser Saison an der NPL teil. Die Endrunde um die Meisterschaft begann am 29. September und wurde am 6. Oktober 2013 beendet.
Den NPL-Meistertitel sicherte sich Sydney United durch einen 2:0-Erfolg im Finale gegen den South Hobart FC.

## NPL-Ligen
- National Premier League ACT 2013 mit 9 Mannschaften aus dem Verband Capital Football
- National Premier League NSW 2013 mit 12 Mannschaften aus dem Verband Football NSW
- National Premier League Queensland 2013 mit 12 Mannschaften aus dem Verband Football Queensland
- National Premier League South Australia 2013 mit 14 Mannschaften aus dem Verband Football Federation South Australia
- National Premier League Tasmania 2013 mit 8 Mannschaften aus dem Verband Football Federation Tasmania

## Endrunde
An der Endrunde um die Meisterschaft nahmen vier regionale NPL-Premiershipsieger und der Meister der NPL South Australia teil. Gesetzt wurden die Mannschaften nach geografischen Gegebenheiten. Gespielt wurde in drei einfachen K.-o.-Runde mit Viertel- und Halbfinale und schließlich dem Finale. Aufgrund der ungeraden Anzahl der Teilnehmer, erhielten allerdings drei Mannschaften im Viertelfinale ein Freilos.

### Teilnehmer
Folgende Mannschaften qualifizierten sich sportlich für die Endrunde:
- Premiershipsieger der NPL ACT: Canberra FC
- Premiershipsieger der NPL NSW: Sydney United
- Premiershipsieger der NPL Queensland: Olympic FC
- Meister der NPL South Australia: Campbelltown City SC
- Premiershipsieger der NPL Tasmania: South Hobart FC

### Viertelfinale
| Datum      |             | Ergebnis |               |
| ---------- | ----------- | -------- | ------------- |
| 29.09.2013 | Canberra FC | 1:2      | Sydney United |

### Halbfinale
| Datum      |                 | Ergebnis |                      |
| ---------- | --------------- | -------- | -------------------- |
| 05.10.2013 | Olympic FC      | 3:4      | Sydney United        |
| 06.10.2013 | South Hobart FC | 3:1      | Campbelltown City SC |

### Finale
| Datum      |                 | Ergebnis |               |
| ---------- | --------------- | -------- | ------------- |
| 13.10.2013 | South Hobart FC | 0:2      | Sydney United |